# Raiding
Raiding (en hongarès Doborjan) és un poble austríac de 836 habitants, a l'est d'Àustria, en la província de Burgenland.

## Història
La primera noció que es té és de l'any 1425 com Dobornya. El 1811 hi neix el compositor i pianista Franz Liszt.
Raiding (com la resta de Burgenland) va pertànyer a Hongria fins a 1921. Després del final de la Primera Guerra Mundial, l'oest d'Hongria fou annexionat a Àustria, fet decidit en els tractats de Saint Germain i Trianon, en els quals es formà la nova província de Burgenland.

## Llocs d'interès
- Franz-Liszt-Geburtshaus, casa-museu on va néixer Franz Liszt.

## Economia
La viticultura és el negoci principal de Raiding. Altres indústries importants són la creació del metall i la producció d'aigua soda.